# Palaeagapetus rotundatus
Palaeagapetus rotundatus är en nattsländeart som beskrevs av Georg Ulmer 1912. Palaeagapetus rotundatus ingår i släktet Palaeagapetus och familjen smånattsländor. Inga underarter finns listade i Catalogue of Life.